# Vård av barn
Vård av barn (vab, ibland vabb) är när en anhörig till ett sjukt barn är ledig för att stanna hemma med det. Rätten till vab utgår ifrån vilket land den anställda är socialförsäkrad i. I vissa länder finns möjlighet till ersättning eller lön under vabbtiden.
Av förkortningen vab, har det i svenskan bildats verbformen vabba. En variant är vobba, där vab kombineras med att arbeta hemifrån; ett ord som inkluderades i Språkrådets nyordslista 2011.

## Danmark
I Danmark finns ingen lag som reglerar vab. Däremot kan anställningsavtal ibland ge anställda rätt till att stanna hemma med sjukt barn i några dagar med bibehållen lön.

## Norge
I Norge har anställda rätt till ersättning vid vård av barn. Det kallas omsorgspenger och betalas ut av arbetsgivaren.

## Sverige
I Sverige regleras vård av sjukt barn av lagen Lag (1978:410) om rätt till ledighet för vård av barn, m.m.. I arbetslivet för att ange att någons frånvaro (alternativt avstår från att söka arbete) beror på att vederbörande tar hand om minst ett insjuknat barn. Föräldraförsäkringen i Sverige ger möjlighet till tillfällig föräldrapenning vid vård av sjukt barn i hemmet.
Vanligen är villkoret att barnet är mellan 8 månader (240 dagar) och 12 år. Det finns dock tillfällen när man har rätt till ersättning även om barnet är äldre, yngre eller omfattas av LSS.
År 2018 togs det sammanlagt ut 6,9 miljoner vab-dagar i Sverige. Uttaget var ojämnt fördelat mellan män och kvinnor. 4 250 194 dagar togs ut av kvinnor, medan männen stannade hemma med sjuka barn 2 654 218 dagar.

### Ersättning vid vård av barn
Vid vab ansöker man om ersättning från Försäkringskassan. Skulle barnet vara så pass sjukt att vab krävs i mer än åtta dagar så måste ett läkarintyg kunna uppvisas för att ersättning ska betalas ut.